# Est
Pogostost priimka Est je bila po podatkih Statističnega urada Republike Slovenije na dan 1. januarja 2010 manjša kot 5 oseb. 

## Znani nosilci priimka
- Mladen Est (*1924), zdravnik farmagolog, prof. MF